# 十月平原站
十月平原站（羅馬化：Oktyabrskoye pole）是莫斯科地鐵塔甘卡－紅普列斯尼亞線的一個車站。十月平原站開通於1972年12月30日，車站的設計者是Nina Alyoshina和L. Zaitseva。十月平原站平均每日客流量為75910人。

## 外部連結
- Yuri Gridchin's Site.（页面存档备份，存于）
- KartaMetro.info — Station location and exits on Moscow map (English/Russian)